# Octagon Theatre
L'Octagon Theatre è un teatro di Bolton, nella regione Nord Ovest dell'Inghilterra.
Costruito dall'architetto Geoffrey H. Brooks e inaugurato il 27 novembre 1967, conta tra i 300 e i 400 posti a sedere.